# Índice estatal de hambruna de la India
El índice estatal de hambruna de la India (en sus siglas en inglés: ISHI; India State Hunger Index) es una herramienta para calcular el hambre y la desnutrición a nivel regional en la India. Se construye de la misma manera que el Índice Global del Hambre (GHI) de 2008 y se ha calculado para 17 estados de la India, que comprenden más del 95 por ciento de la población.
El ISHI fue desarrollado por el International Food Policy Research Institute (IFPRI) y fue presentado por primera vez en el 2008, conjuntamente por la organización no gubernamental Welthungerhilfe y el Departamento de Economía de la Universidad de California.

## Fondo
A pesar del avance en cuanto a su desempeño económico, con más de 200 millones de personas que padecen inseguridad alimentaria, la India es hogar del mayor número de personas hambrientas del mundo. En el ranking del Índice Global del Hambre de 2008 se ubica en la posición 66 de los 88 países clasificados y tiene un "alarmante" (23,7) de situaciones de inseguridad alimentaria. El principal problema del país es la alta prevalencia de niños con bajo peso menores de cinco años, que es el resultado de la pobre nutrición y el bajo nivel educativo de las mujeres.
Si bien se ha prestado atención al problema del hambre y la desnutrición a nivel central, dentro del sistema político de la India, los estados provinciales son importantes unidades políticas con respecto a la planificación y ejecución de los programas de desarrollo. Por lo tanto, descomponer el índice de hambre a nivel de los estados federales es una herramienta importante para crear conciencia sobre las disparidades en cuanto al problema del hambre entre ellos. Por otra parte, la variabilidad del aporte relativo de los elementos subyacentes del índice de hambre a través de los diferentes estados de India puede ayudar a estimular el debate acerca de los controladores de hambre en contextos diferentes del estado.

## Indicadores y datos subyacentes
El ISHI se construye de la misma manera que el Índice Global del Hambre, que sigue un enfoque multidimensional para medir el hambre y la desnutrición. Combina tres indicadores ponderados por igual:
1. la proporción de personas subnutridas como porcentaje de la población (lo que refleja la proporción de la población con una ingesta alimentaria insuficiente);
2. la prevalencia de niños con bajo peso menores de cinco años (lo que indica la proporción de niños que sufren de pérdida de peso y/o reducción del crecimiento), y
3. la tasa de mortalidad de niños menores de cinco años de edad (en parte reflejo de la sinergia mortal entre la ingesta dietética y los ambientes no saludables).

El ISHI utiliza dos fuentes de datos para la estimación a nivel de los Estados de la India: Estas son las primeras rondas de la Encuesta Nacional de Salud Familiar (2005-2006) para la India y los datos de las muestras nacionales de la encuesta de 2004-2005. Se calcula y presenta para los 17 estados más importantes, que abarcan el 95 por ciento de la población del país. Mientras que la Encuesta Nacional de Salud Familiar tiene un tamaño de muestra suficiente para obtener estimaciones representativas de la insuficiencia ponderal infantil y las tasas de mortalidad, incluso para los Estados más pequeños y los territorios de la unión en el país, el tamaño de la muestra de la Encuesta Nacional por Muestreo es insuficiente para estimar las tasas de desnutrición en estos lugares. Por lo tanto, el ISHI restringe la muestra a los Estados para los que aportará información precisa estimaciones a nivel de estados.

## Principales conclusiones
- Las calificaciones de los Estados del área de la India según el ISHI de 2008  van desde 13,6 "grave" para el Punjab, a 30,9 ("extremadamente alarmantes") de Madhya Pradesh, lo que indica una variabilidad sustancial entre los diversos Estados. Punjab ocupó el puesto 34 cuando se compara con el ranking de países en todo el mundo IGH 2008, mientras que Madhya Pradesh ocupa el puesto 82. En este Estado, más personas sufren de hambre que en Etiopía o Sudán. El 60 por ciento de los niños están desnutridos.

- Todos los 17 estados tienen puntuaciones ISHI que están muy por encima de las categorías de hambruna "baja" y "moderada". Doce de los 17 estados están en la categoría "alarmante", y uno en la categoría "extremadamente alarmante".

- Las puntuaciones ISHI están estrechamente relacionadas con la pobreza, pero hay poca relación con el crecimiento económico a nivel estatal. Los altos niveles de hambre, se ven en los estados que tienen un buen desempeño desde una perspectiva económica.

- Un crecimiento económico inclusivo y las estrategias específicas para garantizar la suficiencia alimentaria para así reducir la mortalidad infantil y mejorar la nutrición infantil son prioridades urgentes de todos los Estados en la India.